# Филипенко, Евгения Ильинична
Евге́ния Ильи́нична Филипе́нко (укр. Євгенія Іллівна Філіпенко; род. 8 февраля 1975, Киев) — украинский дипломат. Постоянный представитель Украины при Отделении ООН и других международных организациях в Женеве (2021—2024).

## Биография
Окончила аспирантуру Дипломатической академии Украины при МИД Украины.
Работала на разных должностях в Министерстве иностранных дел Украины: была первым секретарём постоянного представительства Украины при международных организациях в Вене.
В 2015—2016 годах — советник-посланник посольства Украины в Республике Сербия, исполняла обязанности посла Украины в Сербии.
В 2017—2018 годах — заместитель постоянного представителя Украины при международных организациях в Вене.
В 2018—2021 годах — работала Директором Департамента международных организаций Министерства иностранных дел Украины.
С 6 апреля 2021 по 21 декабря 2024 года — постоянный представитель Украины при Отделении ООН и других международных организациях в Женеве.